# Kislovodsk
Kislovodsk (Russisch: Кисловодск) is een stad in Rusland, gelegen in de noordelijke Kaukasus. De stad ligt in de bestuurlijke regio Kraj Stavropol en is gelegen op 822 meter boven zeeniveau in een bergdal.
Kislovodsk is een bekend kuuroord; de stad is vooral bekend vanwege het gunstige klimaat en het mineraalwater. In Kislovodsk zijn 7 waterbronnen te vinden. Daarnaast beschikt de stad over een aantal musea.

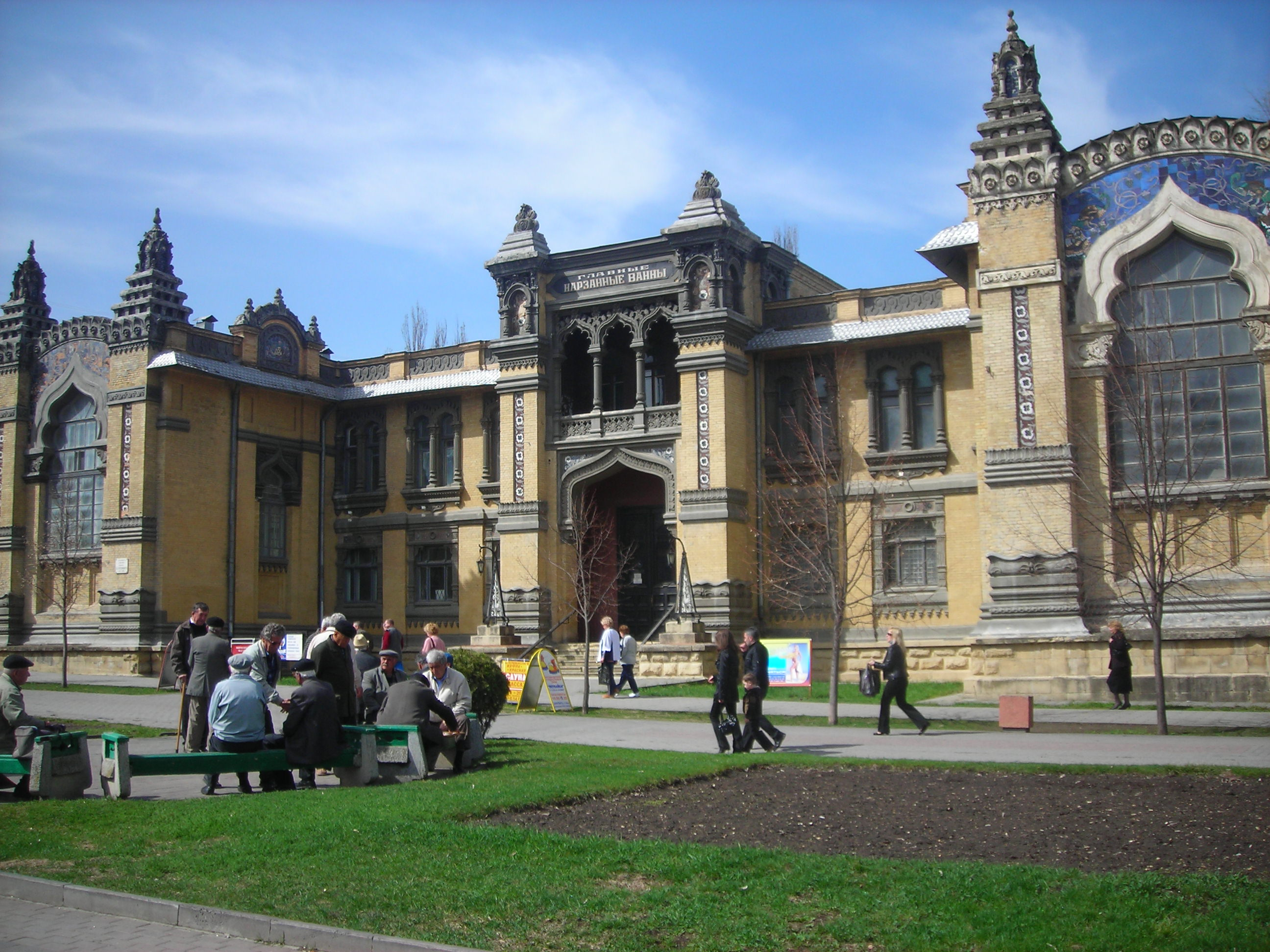
Het 19e-eeuwse Narzan-badengebouw
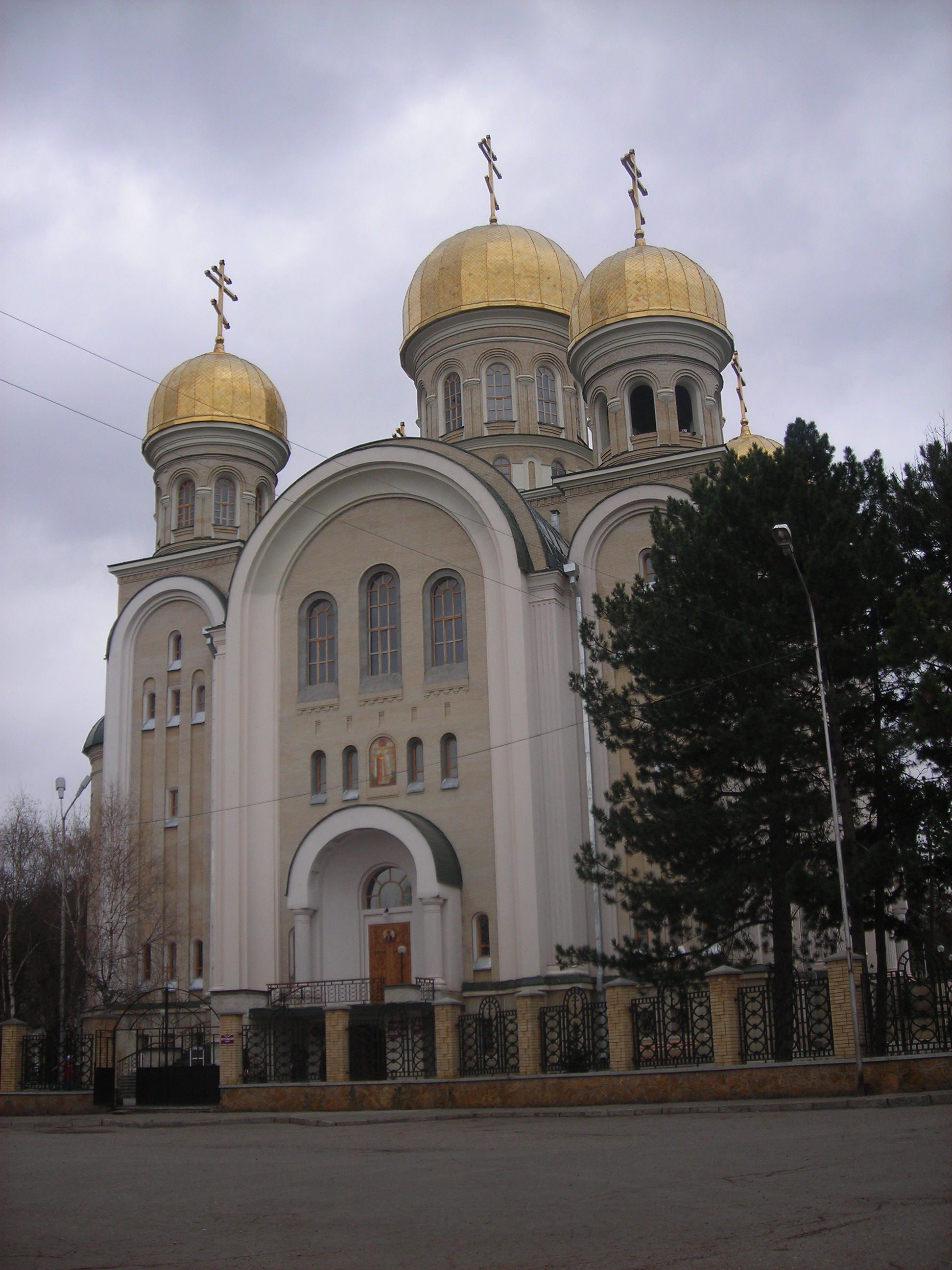
Kathedraal van de Heilige Nicolaas
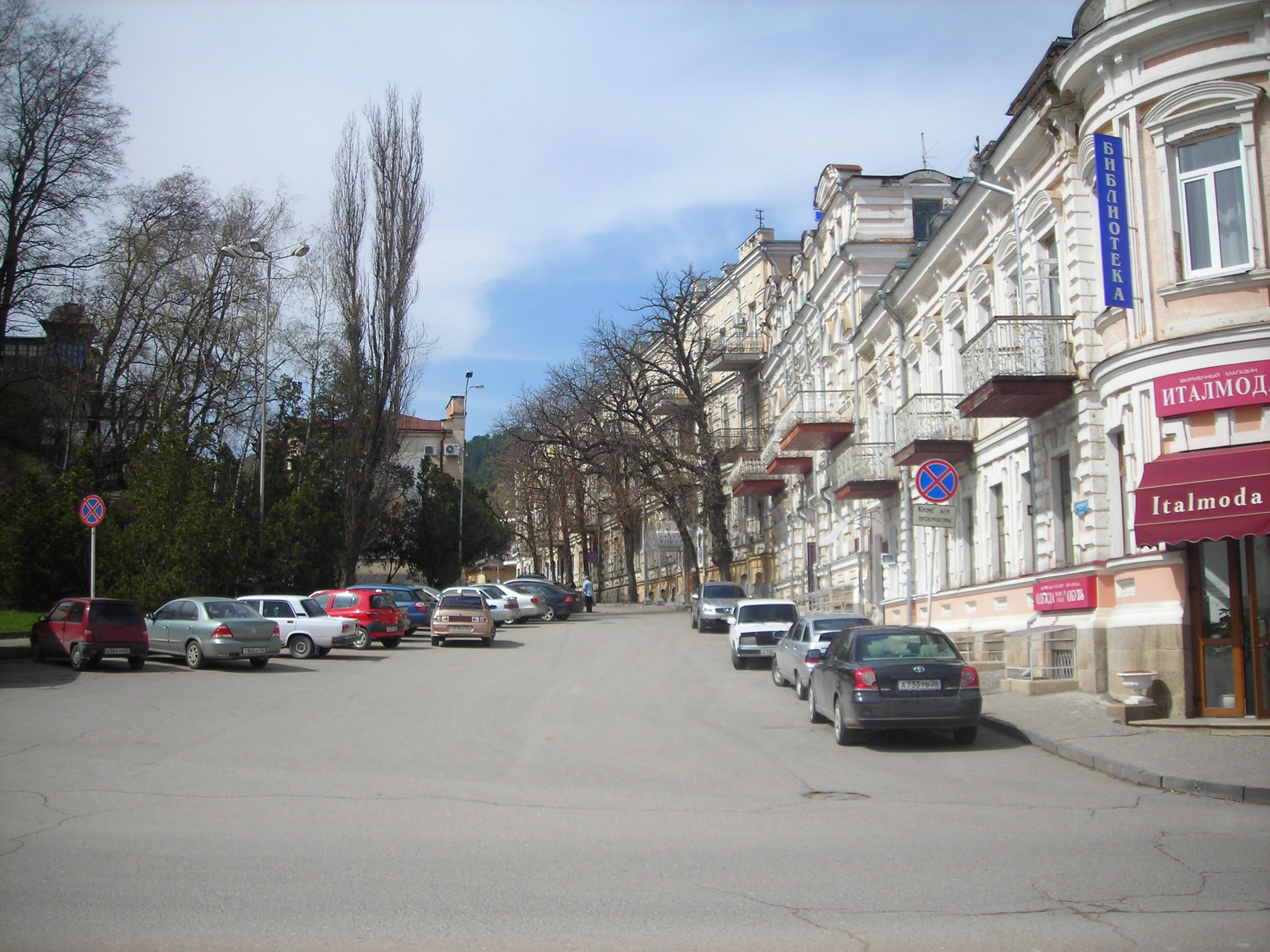
Stadsbeeld aan de Rode Legerstraat
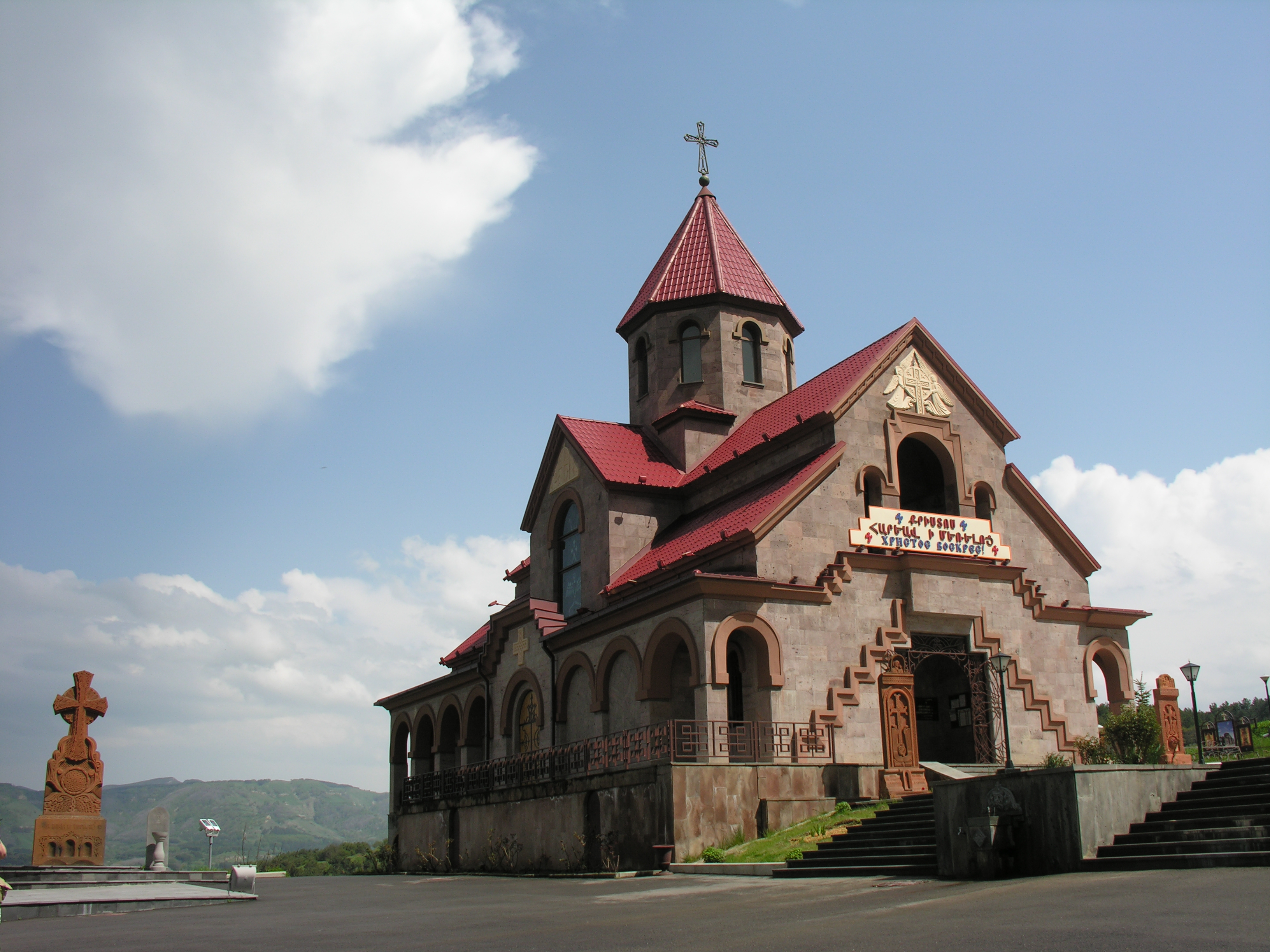
Armeens-apostolische kerk in Kislovodsk
Kislovodsk is tevens een stedelijk district

## Geboren in Kislovodsk
- Arthur Adamov (1908-1970), Frans schrijver (absurd toneel) van Russische afkomst
- Aleksandr Solzjenitsyn (1918-2008), schrijver en Nobelprijswinnaar (1970)